# Wapen van Ouderkerk (gemeente)

Wapen van Ouderkerk

Het wapen van Ouderkerk is op 28 januari 1985 bij Koninklijk Besluit aan de nieuw opgerichte Zuid-Hollandse gemeente Ouderkerk toegekend. Deze gemeente was ontstaan uit de voormalige gemeenten Gouderak en Ouderkerk aan den IJssel. Het wapen bleef in gebruik tot op 1 januari 2015 de gemeente opging in de nieuw gevormde gemeente Krimpenerwaard. In het wapen van Krimpenerwaard zijn in het derde en vierde kwartier respectievelijk de drie wassenaars (of wassende manen) en de gouden ster opgenomen, zoals voorkomend in het wapen van de voormalige gemeente Ouderkerk..

## Oorsprong
Het wapen bevat elementen uit de wapens van Gouderak en Ouderkerk aan den IJssel, met in een schildhoofd een blauw golvend vlak dat de rivier de Hollandse IJssel voorstelt. De weergave is geografisch: in het westen ligt Ouderkerk aan den IJssel, in het oosten Gouderak, met in het noorden de IJssel.

## Blazoenering
De blazoenering van het wapen is als volgt:
Gedeeld : I in zilver 3 gewende wassenaars van sabel, II in keel een ster van goud; een golvend schildhoofd van azuur. Het schild gedekt met een gouden kroon van 3 bladeren en 2 parels.
De heraldische kleuren zijn zilver (wit), sabel (zwart), goud (geel) en azuur (blauw).  Het schild is gedeeld (verticaal gehalveerd) met daarop heraldisch rechts drie zwarte wassenaars in het zilver, en heraldisch links een gouden ster in het rood. Het schild is bekroond met een gravenkroon.

## Verwante wapens

Wapen van Ouderkerk aan den IJssel
Wapen van Gouderak
Wapen van gemeente Krimpenerwaard